# 阿穆尔达喇达尔罕
阿穆尔达喇达尔罕（1531年—1586年），汉文史籍简称打儿汉台吉、把都儿台吉，孛儿只斤氏。16世纪蒙古右翼鄂尔多斯部領主，达延汗第三子巴尔斯博罗特之孙，衮必里克墨尔根的第八子。
阿穆尔达喇达尔罕率领鄂尔多斯右翼三鄂托克卫郭尔沁，驻牧于榆林、孤山边外。
与明朝互市于榆林，明朝封他为指挥同知。万历元年（1573年）开始，与明朝通贡互市，明朝增加马价奖励。万历十四年（1586年），互市于陕西榆林北十里红山市时，得天花去世。
他有三个儿子：
1. 图墨德达尔罕岱青（图迈达尔罕岱青，土麦台吉）
2. 明安额叶齐（明爱台吉，明爱音札）
3. 济伯凯台吉（必巴锡台吉）